# I Know What You Want
I Know What You Want è un brano musicale scritto dal rapper  statunitense Busta Rhymes, e prodotto da Rick Rock per l'ottavo album di Rhymes It Ain't Safe No More del 2002. È un duetto con la cantautrice statunitense Mariah Carey, ed è stato scritto insieme a Rah Digga, R. McNaire, R. Thomas e Spliff Star. Nel brano, prevalentemente R&B, è anche inclusa una parte rap cantata dal gruppo Flipmode Squad composto da Spliff Star, Baby Sham, Rah Digga e Rampage.
È stato pubblicato come secondo singolo dall'album It Ain't Safe No More nel 2003 ed è stato un notevole successo in tutto il mondo, raggiungendo la posizione numero 3 negli Stati Uniti, in Australia e nel Regno Unito. Si è trattato di un successo sorprendente per Busta Rhymes, il cui precedente singolo Made It Clap non era riuscito neppure ad entrare nella top 40 della billboard Hot 100. I Know What You Want invece rimane nella top 40 per 21 settimane, classificandosi al diciassettesimo posto dei singoli più venduti del 2003. Anche per Mariah Carey si tratta di un ritorno al successo, dopo una lunga serie di singoli che avevano ottenuto scarsi risultati. In seguito la canzone è stata inclusa nella compilation dell'artista The Remixes del 2004.

## Video musicale
Il video musicale è stato diretto da Chris Robinson. Il video comincia come le vignette di un fumetto, da cui prende il via il video. Busta Rhymes, insieme ai Flipsmode Squad, vengono contattati da un amico di Busta, che dovendo seguire alcuni affari fuori città, chiede al suo amico di tenere sotto controllo la sua villa mentre sarà lontano. Nella villa c'è l'attraente fidanzata del proprietario e appena arrivati su, Busta è attratto dalla ragazza, che sembra ricambiare l'interesse; vediamo inoltre che quest'ultima aveva litigato con il suo fidanzato prima che questi partisse. Sfruttando le telecamere della sorveglianza Busta Rhymes spia la ragazza mentre va in bagno, dopodiché di nuovo sotto forma di fumetto, vediamo un incontro tra i due, che però non avviene nella realtà. La vicenda è mescolata ai pezzi rap dei Flipsmode, i quali sono all'esterno della villa a sorvegliare il perimetro, come autista del proprietario quando questi tornerà alla villa e nella casa Baby Sham appare in una stanza insieme alla ragazza spiata da Busta. Proprio quando Busta Rhymes e la ragazza sono uno di fronte all'altra, arriva il proprietario, fidanzato della ragazza e amico di Busta, che lo congeda insieme ai Flipsmode, ma mentre questi stanno uscendo dal cancello della villa, vengono assaliti da alcuni uomini, che nel frattempo sono penetrati anche nell'abitazione, senza che all'interno se ne siano accorti. Il video termina con l'ultima pagina del fumetto, in cui si vede una ragazza in lacrime con un uomo col volto coperto che le punta un coltello alla gola. Nel video Mariah Carey indossa e pubblicizza la propria linea di gioielli, la Automatic Princess, mentre più volte viene inquadrata la collana di Busta Rhymes, con il marchio della sua linea di gioielli Bushi.

## Tracce
1. I Know What You Want (Album Version) - 5:24
2. Break Ya Neck (Album Version) - 3:51
3. I Know What You Want (Instrumental) - 4:53
4. I Know What You Want - (Video) 5:16

## Remix/Versioni ufficiali
- A Cappella 4:28
- Main Version [Clean] 4:53 o 5:24[nota 1]
- Main Version [Dirty] 4:53 o 5:24[nota 1]
- Radio Version 4:12
- Radio Instrumental 4:14
- Video Version 5:29

1. 1 2  I 5:24 includono un dialogo registrato a fine traccia.

## Classifiche
| Chart (2003)                                    | Peak position |
| ----------------------------------------------- | ------------- |
| Romanian Singles Chart                          | 1             |
| Hungarian Airplay Chart                         | 1             |
| U.S. Billboard Hot 100                          | 3             |
| U.S. Billboard Hot R&B/Hip-Hop Singles & Tracks | 2             |
| U.S. Billboard Hot Rap Tracks                   | 3             |
| U.S. ARC Weekly Top 40                          | 2             |
| UK Singles Chart                                | 3             |
| Australian ARIA Singles Chart                   | 3             |
| Ireland Top 50 Singles                          | 4             |
| Italian Top 50 Singles                          | 4             |
| Canada Top 50 Singles                           | 5             |
| Switzerland Top 100 Singles                     | 5             |
| Dutch Top 40                                    | 6             |
| New Zealand Top 50 Singles                      | 7             |
| Germany Top 100 Singles                         | 9             |
| Sweden Top 60 Singles                           | 11            |
| Brasil Top 100 Singles                          | 14            |
| France Top 100 Singles                          | 25            |